# Veliki čičak
Veliki čičak (obični čičak, lat. Arctium lappa), dvogodišnja je biljka iz roda Arctium, porodice Asteraceae. Kod nas se smatra za dosadan korov, no u primjerice Japanu se uzgaja zbog jestivog korijena. Naraste do 2 metra visine. Listovi su mu veliki, na dugim peteljkama i srcolikog oblika. Cvate ljubičasto crvenim cvjetovima, od lipnja do rujna. Udomaćen je u cijeloj Europi, od Skandinavije do Mediterana, od Britanije do Rusije, pa sve do Kine i Japana, uključujući i Indiju.
Čičak sadrži spojeve Arctiin i Arctigenin koji imaju antikarcinogena svojstva.

## Hrvatski nazivi i autori
- čičak, Pahlow, M., 1989,
- čičak konjski, Šulek, B., 1879,
- divična, Šulek, B., 1879,
- divična divja, Šulek, B., 1879,
- hripanj, Šulek, B., 1879,
- lepušina, Šulek, B., 1879,
- lopuh, Šulek, B., 1879,
- lopuh gorki, Šulek, B., 1879,
- lopuh grki, Šulek, B., 1879,
- lopuh veliki, Šulek, B., 1879,
- obični čičak, Gelenčir, J.; Gelenčir, J., 1991,
- oboda velika, Šulek, B., 1879,
- palušina, Šulek, B., 1879,
- repinac, Pahlow, M., 1989
- repuh, Šulek, B., 1879,
- repun, 1847 1006,
- repusina, 1847,
- repušika, Šulek, B., 1879,
- repušina, Gelenčir, J.; Gelenčir, J., 1991,
- ripalj, Šulek, B., 1879,
- ripanj veliki, Šulek, B., 1879,
- ripnjak, Šulek, B., 1879,
- ripuh veliki, Šulek, B., 1879,
- ripujak, 1847,
- sikavica bela, Šulek, B., 1879,
- skripac, Šulek, B., 1879,
- skripačac, Šulek, B., 1879,
- svietnjak, Šulek, B., 1879,
- torica velika, Šulek, B., 1879,
- turica velja, Šulek, B., 1879,
- valjuga vela, Šulek, B., 1879,
- valjuga velika, 1847,
- veliki čičak, Domac, R., 1994,
- velišak, Šulek, B., 1879,
- zelenkasti lopuh, Schlosser, J.C.K.; Vukotinović, Lj., 1876,

## Vanjske poveznice
PFAF database Arctium lappa